# Tillandsia concolor
Tillandsia concolor es una especie de planta epífita dentro del género  Tillandsia, perteneciente a la  familia de las bromeliáceas.  

## Descripción
Son planta epífitas que alcanza un tamaño de 16-18 cm en flor, acaules. Hojas de 16-30 cm; vainas 1-1.7 cm de ancho, pajizo claro a cinéreas, densamente subpatente lepidotas; láminas basalmente 0.8-1.7 cm de ancho, casi lisas a marcadamente sulcado-nervadas o rugosas, angostamente triangulares, involutas y filiformes distalmente, atenuadas. Escapo 5-6 cm, oculto por las hojas, erecto o ascendente; brácteas mucho más largas que los entrenudos, subfoliáceas. Inflorescencia simple o digitado a subdigitado compuesta; brácteas primarias más cortas que las espigas, como las del escapo; espigas (5-)7-13 cm, erectas a ascendentes, con 4-10 flores. Brácteas florales 3.5-4 cm, más largas que los sépalos, imbricadas, erectas, carinadas, prominentemente nervadas, glabras, coriáceas. Flores sésiles; sépalos 2-3 cm, lisos o finamente nervados, cartáceos, glabros, los 2 posteriores carinados y connatos hasta 1 cm, libres del sépalo anterior ecarinado; pétalos violeta.

## Distribución y hábitat
Se encuentra en los bosques secos, a una altitud de 50-1200 metros en Guerrero, Oaxaca, Veracruz, Chiapas y El Salvador.

## Cultivares
- Tillandsia 'Billy Boy'
- Tillandsia 'Comet'
- Tillandsia 'Cooloola'
- Tillandsia 'Cuicatlan'
- Tillandsia 'Curra'
- Tillandsia 'Diana'
- Tillandsia 'Elisa'
- Tillandsia 'Gunalda'
- Tillandsia 'Hilda Arriza'
- Tillandsia 'Impression Perfection'
- Tillandsia 'Jackie Loinaz'
- Tillandsia 'KimThoa Aldridge'
- Tillandsia 'Perfectly Peachy'
- Tillandsia 'Phoenix'
- Tillandsia 'PJ's Prize'
- Tillandsia 'Redy'
- Tillandsia 'Toolara'
- Tillandsia 'Widgee'

## Taxonomía
Tillandsia concolor fue descrita por William Jackson Hooker y publicado en Phytologia 7(5): 249, t. 1, f. 1, 2. 1960.
Etimología
Tillandsia: nombre genérico que fue nombrado por Carlos Linneo en 1738 en honor al médico y botánico finlandés Dr. Elias Tillandz (originalmente Tillander) (1640-1693).
concolor: epíteto latíno que significa "con bulbos"
Sinonimia
- Tillandsia palmasolana Matuda	[3][4]